# TNT (groupe ivoirien)
Pour les articles homonymes, voir TNT.
TNT (acronyme de Tout notre talent) est un groupe musical ivoirien composé de deux artistes, Maydi et Jo, respectivement à l'état civil, Boa Désiré et Gomé Pkossrougnon Josué. Maydi est auteur-compositeur et leader du groupe. Quant à Jo, il est le concepteur des chorégraphies du groupe, également auteur et compositeur.

## Histoire
Boa Désiré, alias Maydi, est titulaire d'un BTS en gestion commerciale. Gomé Pkossrougnon Josué, dit Jo, est ingénieur en conception informatique. C'est après l'obtention de leur diplôme respectif qu'ils décident de vivre leur passion commune qui est la musique. Le duo débute par une carrière de chorégraphe vers 2004 avant de se lancer dans l'industrie du spectacle. Le duo Maydi et Jo, formant le groupe TNT, connaît l'un de ses premiers succès vers 2015 grâce au titre Love Ya.
Le groupe TNT est connu pour son genre musical qui met l'ambiance. Maydi et Jo transmettent aussi des messages retraçant leur vécu. Leur musique leur permet des tournées aux plans national et international.

## Engagement communautaire
En décembre 2019, le groupe TNT prend l'initiative de s'investir dans le développement intellectuel des enfants. À l'invitation de l'ambassadeur de la Belgique, Michaël Wimmer, et son épouse, le groupe, accompagné d'enfants, se rend à la célébration de l'édition 2019 de la fête de Saint Nicolas.
Le 15 juillet 2021, face à la flambée des prix des denrées de première nécessité, le groupe TNT dénonce la cherté de la vie, en soutien au chanteur Kérozen DJ.

## Discographie
- 2015 : Love Ya
- 2018 : Tu es qui ?
- 2020 : C'gâté
- 2021 : C'dieu qui me gère
- 2021 : Gâter le coin
- 2022 : Te Quiero
- 2022 : C'est légalisé
- 2023 : Faut décrocher
- 2023 : Moudila
- 2023 : Pôyô kôyô
- 2023 : Hum bébé
- 2023 : Ils ont chaud

## Distinctions
- 2016 : Best artist Afrobeat
- 2016 : Meilleur hip-hop variété rap ambiance[8]
- 2018 : Meilleure variété urbaine (Primud)[9]
- 2019 : Prix du meilleur concept (Primud)[10]